# Xã Star Lake, Quận Otter Tail, Minnesota
Xã Star Lake (tiếng Anh: Star Lake Township) là một xã thuộc quận Otter Tail, tiểu bang Minnesota, Hoa Kỳ. Năm 2010, dân số của xã này là 415 người.